# Комсомольське Лісничество
Комсомо́льське Лісни́чество (рос. Комсомольское Лесничество) — селище у складі Оренбурзького району Оренбурзької області, Росія.

## Населення
Населення — 15 осіб (2010; 16 у 2002).
Національний склад (станом на 2002 рік):
- росіяни — 100 %